# Pseudobulweria aterrima
Pseudobulweria aterrima е вид птица от семейство Procellariidae. Видът е критично застрашен от изчезване.

## Разпространение
Разпространен е в Реюнион.